# Спілка української молоді (Аргентина)
Спілка української молоді в Аргентинській Республіці (ісп. Asociación Juvenil Ucrania en la República Argentina) — неприбуткова молодіжна громадська організація української діаспори в Аргентині, заснована 1950 року. Місією організації є згуртування молодих українців віком від 5 до 18 років, надання їм знань про власні корені через вивчення української мови і традицій за допомогою культурних і мистецьких заходів. 

## Опис
З 1939 року при УКТ «Просвіта» почала діяти «Секція Української Молоді», яка поставила собі завданням виховання молоді в українському, націоналістичному дусі.
У 1950 році відбувся перший Здвиг СУМу, на якому було вирішено виділити Секцію Молоді Просвіти в окрему організацію. СУМ здобула окрему реєстрацію, при цьому й надалі тісно співпрацюючи з «Просвітою».
Через значну міграцію українців з Аргентини в 1950-ті праця СУМу пішла на спад й була повноцінно відновлена вже в наступному десятилітті.
На сьогодні Аргентина — це єдина країна в Латинській Америці, де працює та розвивається сумівська структура. Більшість сумівських відділень існують у Буенос-Айресі та його околицях. Поза виховною діяльністю велика увага в сумівській праці надається культурі та мистецтву. Щорічно в грудні–січні на оселі «Веселка», яка належить «Просвіті», відбуваються юнацькі табори. Також СУМ влаштовує популярні мандрівні таборі до Північної Аргентини, де знаходяться найдавніші поселення українців, прощу до Лухана, а також подорожі в інші частини країни.
Сумівці з Аргентини відзначилися численними акціями як у Південній Америці, так і на заходах у Канаді та США. Нині вихованці СУМу є в проводі української громади Аргентини.

## Голови СУМ в Аргентині[1]
- Михайло Рокуш — 1965—1966, 1968—1969, 1970—1971, 1976—1978, 1987—1992, 1999—2000
- Євген Патинок — 1966—1968
- Богдан Танасійчук — 1969—1970
- Онуфрій Стеґа — 1971—1976, 1982—1985
- Євген Марковуч — 1978—1982, 2000—2002
- Юрій Галатьо — 1985—1987
- Марія Патинок Мороз — 1992—1996
- Наум Паук — 1996—1999, 2002—2004
- Андрій Танасійчук — 2004—2005
- Ліда Маркович Данилишин — 2005—2007
- Христина Мороз Данилишин — 2007—2009, 2009—2011
- Фернандо Лесик — 2011—2013
- Христина Мороз — 2013—2015[2]
- Христина Павлишин — з 2015[3]